# Tex Winter
Pour les articles homonymes, voir Winter.
Morice Fredrick Winter, dit Tex Winter, né le 25 février 1922 près de Wellington au Texas et mort le 10 octobre 2018 à Manhattan dans le Kansas, est un joueur et entraîneur américain de basket-ball.
Il est membre du National Collegiate Basketball Hall of Fame depuis 2010 et du Basketball Hall of Fame depuis 2011. Il est l'inventeur de l'attaque en triangle.

## Carrière

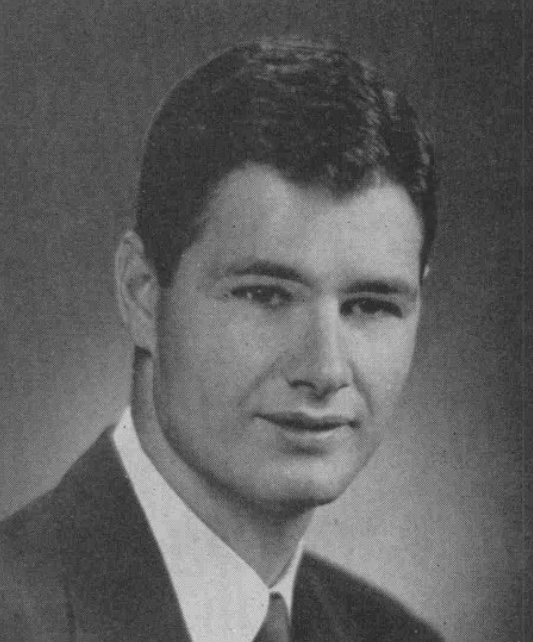
Tex Winter à l'université Marquette en 1953.

## Palmarès
- Champion NBA 1987

## Ouvrage
- (en) The Tripe-Post Offense (1962)